# Eri Fukatsu
Eri Fukatsu (jap. 深津絵里 Fukatsu Eri; ur. 11 stycznia 1973 w Ōicie) – japońska aktorka. 
Współpracuje z wytwórnią Amuse, Inc. W 2010 roku jako druga Japonka w historii otrzymała nagrodę dla najlepszej aktorki na Festiwalu Filmowym w Montrealu za rolę w filmie Akunin w reżyserii Lee Sang Ila. Ukończyła liceum Horikoshi.

## Kariera
- 1986 – w wieku 13 lat debiutowała w świecie show-biznesu jako miss Harajuku.
- 26 marca 1988 – debiut na dużym ekranie w filmie 1999-nen-no natsu-yasumi (jap. 1999年の夏休み "Letnie wakacje roku 1999").
- 1988 – wystąpiła w spocie Japońskiej Kolei Centralnej – Home-town express – Christmas version (Christmas Express '88).
- 1996 – po raz pierwszy zagrała rolę pierwszoplanową w filmie Haru w reżyserii Yoshimitsu Mority.

## Filmografia

### Filmy kinowe
- 1988- 1999-nen-no natsu-yasumi, jako Norio
- 1996 – Haru, jako Fujima, Mitsue
- 1997 – Odoru daisosasen – Nenmatsu tokubetsu keikai Special, jako Sumire Onda
- 1998 – Odoru daisosasen, jako Sumire Onda
- 1998 – Odoru daisosasen bangaihen – Wangansho fukei monogatari shoka no kōtsūanzen special, jako Sumire Onda
- 1998 – Odoru daisosasen – Aki no hanzai bokumetsu special, jako Sumire Onda
- 2000 – Supēsutoraberāzu, jako Midori (Irene Bear)
- 2000 – Tenki yohō no koibito, jako Kaneko
- 2001 – Chūshingura 1/47, jako Hori Horibe
- 2003 – Ashura no gotoku, jako Takezawa Takiko
- 2003 – Odoru daisosasen the movie 2: Rainbow bridge wo fusaseyo!, jako Sumire Onda
- 2006 – Hakase no aishita sūshiki, jako Kyoko
- 2008 – Za majikku awā, jako Mari Takachiho
- 2009 – Honokaa bōi, jako Chako
- 2009 – Onnanoko Monogatari, jako Natsumi Takahara
- 2009 – Ekiro, jako Keiko Fukumura
- 2010 – Odoru daisousasen the movie 3, jako Sumire Onda
- 2010 – Akunin, jako Mitsuyo
- 2011 – Sutekina kanashibari

### Seriale
- 1994 – Wakamono no subete, jako Ryoko
- 1996 – Tomei ningen
- 1997 – Odoru daisosasen, jako Sumire Onda
- 1999 – Kanojo-tachi no jidai, jako Fukami Hamura
- 2001 – Kabachitare, jako Chiharu Sakaeda
- 2002 – Sora kara furu ichioku no hoshi, jako Yuko Dojima
- 2002 – Koi no chikara, jako Toko Motomiya
- 2005 – Slow Dance, jako Isaki Makino
- 2005 – Smap×Smap
- 2008 – Change, jako Rika Miyama
- 1998-2000 – Kira kira hikaru, jako Dr Hikaru Amano
- 1995-2009 – Sanma no manma
- 2010 – Cinemaholic